# Chiesa di San Nicola Vescovo (Ceppaloni)
La chiesa di San Nicola vescovo è un edificio religioso risalente al XII-XIII secolo posto nel centro storico di Ceppaloni in provincia di Benevento.
Intitolata a san Nicola di Bari, vescovo di Myra in Licia è attualmente chiesa parrocchiale e arcipretale dell'arcidiocesi di Benevento.

## Storia
La chiesa è di antica fondazione come testimoniano le nicchie in stile gotico riferibili ai secoli XIII-XIV poste sulla parete della navata di destra.
La chiesa subì un consistente restauro nel 1502 ad opera dell'arcivescovo di Santa Severina Alessandro della Marra, zio di Camillo della Marra, feudatario di Ceppaloni. Altri rifacimenti furono realizzati tra la fine del Seicento e i primi decenni del Settecento su disposizione dell'arcivescovo card. Vincenzo Maria Orsini, poi papa con il nome di Benedetto XIII.
Negli anni venti del XX secolo la chiesa fu nuovamente ristrutturata, ma le precarie condizioni statiche peggiorarono con il terremoto del 1934, per cui la chiesa fu chiusa al culto per diversi anni. A seguito del sisma del 1962 la chiesa fu nuovamente dichiarata inagibile ed è stata riaperta dopo i lavori di ristrutturazione e restauro il 29 settembre 1999.
La chiesa di San Nicola vescovo ebbe l'intitolazione a parrocchia arcipretale nel XVII secolo. Precedentemente la chiesa ceppalonese era eretta in collegiata sotto il titolo di "Santa Maria in Piano e annessa di San Nicola".
L'attuale circoscrizione parrocchiale coincide con l'ambito amministrativo del capoluogo e delle frazioni S. Croce e Barba del comune di Ceppaloni

## Descrizione

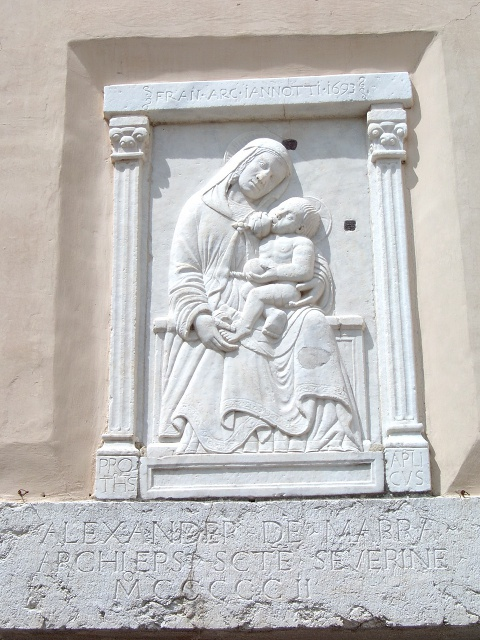
Madonna delle Grazie

La facciata è caratterizzata dalla presenza di un semplice timpano e da due finestre con vetrate policrome raffiguranti San Nicola e Maria SS. Addolorata installate nell'ultimo restauro. A sinistra è affiancata dalla cappella della confraternita del SS. Rosario e Corpo di Cristo edificata verso il 1746.
L'architrave del portale in pietra calcarea reca l'iscrizione relativa al restauro del 1502 e lo stemma dell'arcivescovo di Santa Severina Alessandro della Marra. Sopra il portale è posto un bassorilievo in marmo di Carrara della stessa epoca raffigurante la Madonna delle Grazie.

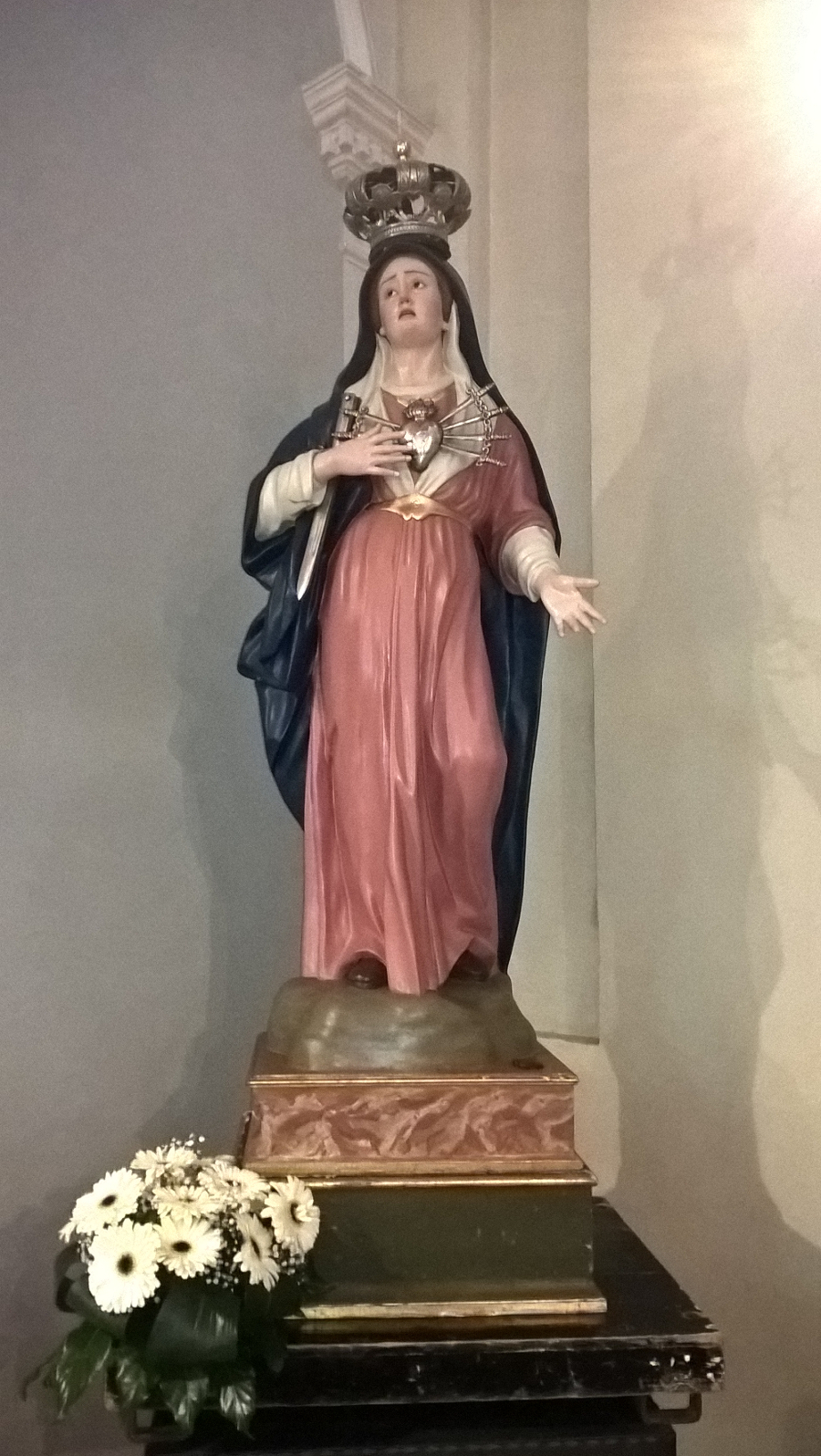
Maria SS. Addolorata

L'edificio è a pianta rettangolare e l'interno è attualmente diviso in tre navate. L'altare maggiore, in marmo intarsiato, posto in fondo alla navata centrale risale alla prima metà del XVIII secolo. Nella nicchia al di sopra dell'altare è posta la statua di Maria SS. Addolorata, il cui culto iniziò tra il 1814 e il 1829. Lateralmente troviamo la settecentesca statua lignea di S. Nicola.
Alla fine del Seicento erano presenti altri quattro altari: uno posto sul lato nord, in una cappella posta in fondo alla navata di destra e dedicato alla Madonna delle Grazie. Nella navata di sinistra si trovavano gli altari, già presenti nel sec. XVI e dedicati a S. Antonio da Padova e al SS. Corpo di Cristo e del SS. Rosario, questi ultimi due erano posti in piccole cappelle delle rispettive confraternite. 

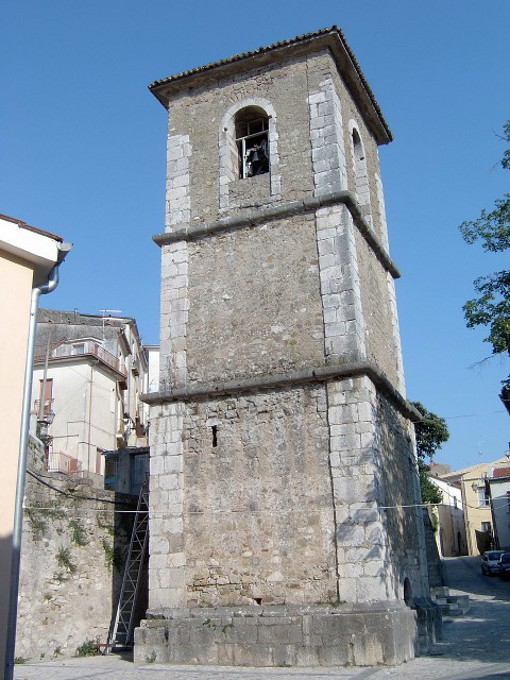
Il campanile.

### Campanile
Il campanile è situato sul sagrato della chiesa e fu costruito intorno alla metà del XVIII secolo con caratteristiche antisismiche. La costruzione a gradoni con marcapiani in pietra e il distanziamento dalla chiesa è conforme, infatti, alle disposizioni dettate dalla Fabbrica Ecclesiastica, ufficio diocesano fondato dal cardinale Orsini. Durante il decennio francese vi fu posto l'orologio pubblico, di cui oggi resta solo una labile traccia sul lato sud.